# Sure Thing
Sure Thing è un singolo del cantautore statunitense Miguel, pubblicato il 17 gennaio 2011 come secondo estratto dal primo album in studio All I Want Is You.

## Video musicale
Il video musicale, diretto da Hype Williams, è stato reso disponibile il 6 gennaio 2011.

## Successo commerciale
Sure Thing ha inizialmente ottenuto successo radiofonico in madrepatria tra il 2011 e il 2012, conquistando la vetta della Hot R&B/Hip-Hop Songs stilata da Billboard, prima volta per un singolo dell'interprete, ed è divenuta la 16ª canzone di maggior successo della classifica durante gli anni 2010.
Negli ultimi mesi del 2022 è tornata popolare grazie alla piattaforma TikTok, riuscendo ad estendere il suo successo commerciale al di fuori degli Stati Uniti. Nella classifica britannica ha raggiunto per la prima volta la top twenty nella pubblicazione del 19 gennaio 2023 grazie a 16 561 unità di vendita, divenendo il miglior piazzamento per Miguel nel Regno Unito.

## Classifiche

### Classifiche settimanali
| Classifica (2023) | Posizione massima |
| ----------------- | ----------------- |
| Australia         | 6                 |
| Austria           | 14                |
| Canada            | 15                |
| Danimarca         | 29                |
| Filippine         | 12                |
| Francia           | 66                |
| Germania          | 22                |
| Grecia            | 21                |
| Irlanda           | 6                 |
| Islanda           | 11                |
| Lettonia          | 4                 |
| Lituania          | 8                 |
| Lussemburgo       | 15                |
| Norvegia          | 14                |
| Nuova Zelanda     | 4                 |
| Paesi Bassi       | 46                |
| Polonia           | 20                |
| Portogallo        | 17                |
| Regno Unito       | 4                 |
| Repubblica Ceca   | 20                |
| Singapore         | 26                |
| Slovacchia        | 15                |
| Stati Uniti       | 13                |
| Svezia            | 17                |
| Svizzera          | 10                |

### Classifiche di fine anno
| Classifica (2011) | Posizione |
| ----------------- | --------- |
| Stati Uniti       | 92        |
| Classifica (2023) | Posizione |
| Australia         | 21        |
| Canada            | 25        |
| Germania          | 100       |
| Islanda           | 50        |
| Portogallo        | 55        |
| Regno Unito       | 12        |
| Svezia            | 92        |
| Svizzera          | 62        |